# Absolution
Absolution je třetí studiové album anglické kapely Muse. Bylo oficiálně vydané 21. září 2003 ve Velké Británii a o šest měsíců později v USA. Album obsahuje první písně, které se staly ve Spojených státech hitem – „Time Is Running Out“ a „Hysteria".

## Seznam skladeb
Texty a hudba od Matthewa Bellamyho, kromě těch kde je to zmíněno.
1. Intro – 0:22
2. Apocalypse Please – 4:12
3. Time Is Running Out – 3:56
4. Sing for Absolution – 4:54
5. Stockholm Syndrome (Chris Wolstenholme) – 4:58
6. Falling Away with You – 4:40
7. Interlude – 0:37
8. Hysteria (Bellamy/Wolstenholme) – 3:47
9. Blackout – 4:22
10. Butterflies and Hurricanes – 5:01
11. The Small Print – 3:28
12. Endlessly – 3:49
13. Thoughts of a Dying Atheist – 3:11
14. Ruled by Secrecy – 4:54